# Piłka (Czarnków-Trzcianka)
Pour les articles homonymes, voir Piłka.
Piłka (prononciation : [ˈpiu̯ka]) est un village polonais de la gmina de Drawsko dans le powiat de Czarnków-Trzcianka de la voïvodie de Grande-Pologne dans le centre-ouest de la Pologne.
Il se situe à environ 7 kilomètres au sud de Drawsko (siège de la gmina), 37 kilomètres à l'ouest de Czarnków (siège du powiat), et à 73 kilomètres au nord-ouest de Poznań (capitale de la Grande-Pologne).

## Histoire
De 1975 à 1998, le village faisait partie du territoire de la voïvodie de Piła.

Depuis 1999, Piłka est situé dans la voïvodie de Grande-Pologne.